# Pertti Alaja
Pertti Alaja, född 18 februari 1952 i Helsingfors, död 18 augusti 2017 i Esbo, var en finländsk fotbollsmålvakt och fotbollstränare. Han var finländsk mästare för HJK Helsingfors år 1973 och spelade 29 landskamper för Finland under åren 1973–1983.
Från 1991 till 2000 var Alaja generalsekreterare för Finlands Bollförbund, sedan viceordförande 2004–2006 och ordförande från 2012 fram till sin död. På internationell nivå han var bland annat turneringschef för VM-turneringen i Sydafrika 2010. Han ansvarade också för fyra nordiska länders gemensamma ansökan om att få ordna EM-turneringen 2008. Pertti Alaja avled i cancer augusti 2017.